# Вікові дуби (Андріївка)
Вікові дуби — ботанічна пам'ятка природи місцевого значення. Пам'ятка природи розташована на південно-західній околиці  с. Андріївка, Новомосковського району Дніпропетровської області, Новомосковський  військлісгосп кв. 21, діл. 15.
Площа — 11,0 га, створено у 1972 році.